# Torello (Lugano)
Torello è una frazione del comune svizzero di Lugano, nel Canton Ticino (distretto di Lugano). Fa parte del cessato comune di Carona, del quale è stato frazione fino all'accorpamento di Carona a Lugano nel 2013.

## Monumenti e luoghi d'interesse

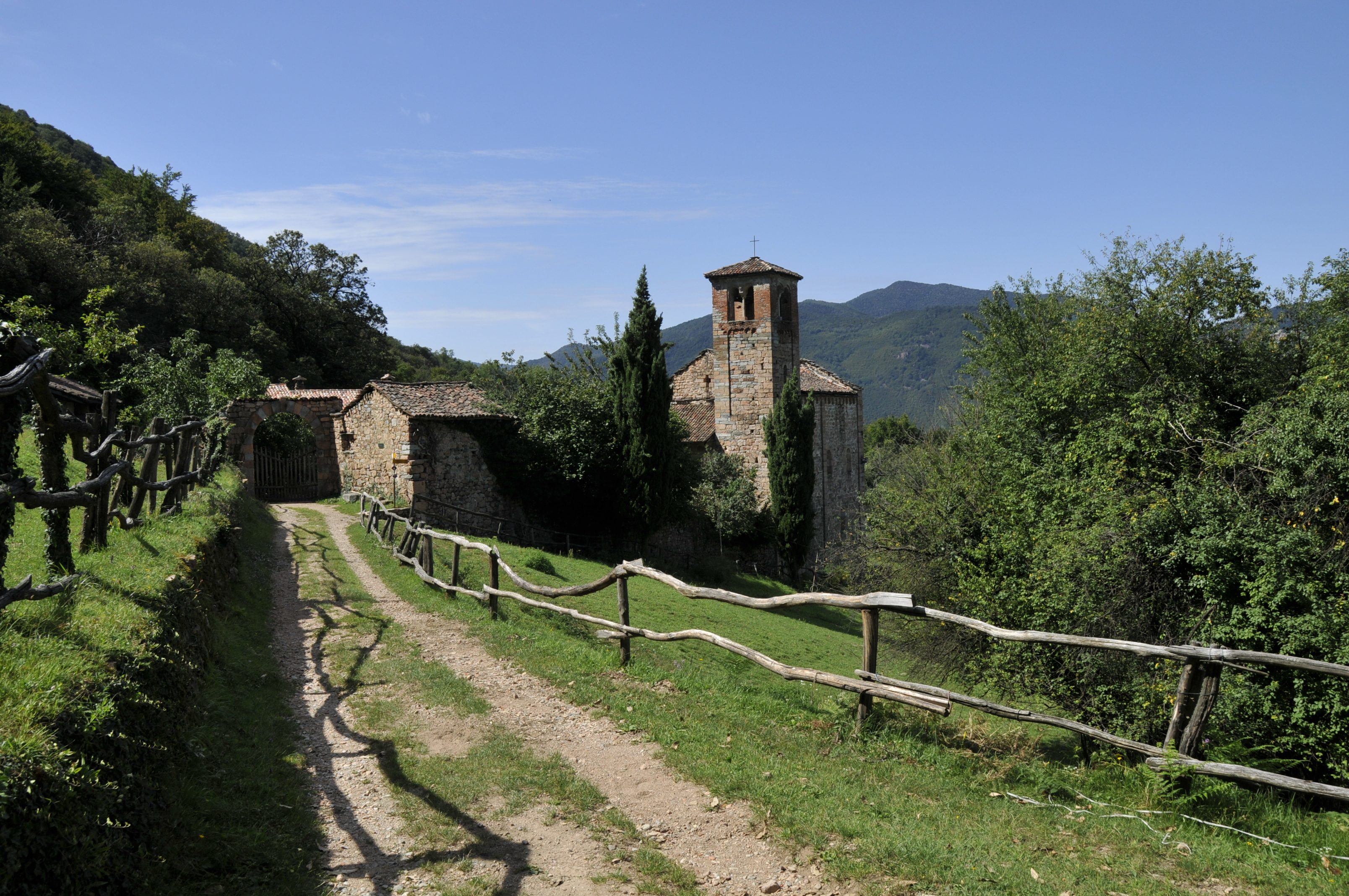
La chiesa di Santa Maria Assunta

- Complesso di Santa Maria Assunta, antica prepositura attestata dal 1217[1], con la chiesa di Santa Maria Assunta[2].